# 합동군사고문단
합동군사업무단 혹은 합동군사고문단(영어: Joint United States Military Advisory Group (JUSMAG))은 미국 국방부의 안보원조기구에 속하는 군사 조직이다. JUSMAG이 조직되어 있는 나라의 주재 미국 미사관에 있는 주재무관이 단장에 임명된다.
현재 JUSMAG은 대한민국, 태국, 필리핀에 주둔하고 있으며, 군사작전은 미국 인도-태평양 사령부에서, 대민 업무는 주재 미국 대사가 지휘통제한다. 

## 대한민국
주한 미군 군사고문단은 재조선 미군(USFIK) 시절 제24(XXIV)군단 산하 조직으로 창설되어, 군단이 없어진 이후에도 계속 남았다. 6.25 전쟁 이후 합동조직인 현재 주한 미국 합동군사업무단(JUSMAG-K)으로 존속하고 있다.

## 태국
주태 미국 합동군사고문단JUSMAGTHAI)은 1950년 9월 에 태국 방콕 주재 군사고문단으로 설립되었다. 1953년 9월 22일에 합동군사고문단으로 대채되었고, 주태국 미국 대사관의 주재무관이 단장으로 임명된다.

## 필리핀
필리핀의 독립 이후, 미국과 필리핀 간의 군사원조협정을 맺은 결과로 1947년에 창설되었다. 필리핀 국군의 군사 훈련 및 고문을 맡았으며, 1992년 주필 미군의 기지가 폐쇄된 후에도 마닐라 주재 미국 대사관에 주둔하고 있다.

## 같이 보기
- 군사원조고문단 (MAAG)
- 미국 군사단 (USMG)

## 참고
1. ↑  “Joint US Military Advisory Group Thailand (JUSMAGTHAI)” (영어). Bangkok: U.S. Embassy & Consulate in Thailand. 2023년 8월 1일에 확인함.
2. ↑  “Joint U.S. Military Assistance Group” (영어). U.S. Embassy Manila. 2023년 7월 3일에 확인함.
3. ↑  “Face Sheet” (PDF) (영어). 2023년 8월 1일에 확인함.
4. ↑  “The Secretary of State to the Embassy in the Philippines” (미국 영어). Washington: Office of the Historian, Foreign Service Institute, United States Department of State. 1947년 11월 17일. 2024년 4월 16일에 확인함.

- “Records of Interservice Agencies (Record Group 334) 1916-73” (영어). 2020년 1월 21일에 확인함.
- “Hearings Before the Subcommittee of the Committee on Appropriations, United States Senate, Ninety-first Congress, Second Session, 파트 3-5”. Department of Defense Appropriations for Fiscal Year 1971 (영어). United States. Congress. Senate. Committee on Appropriations. Subcommittee on Department of Defense. 1970: 249-250. 2020년 1월 21일에 확인함.